# William Wood (baron)
William Page Wood, 1. baron Hatherley (ur. 29 listopada 1801 w Londynie, zm. 10 lipca 1881 tamże) – brytyjski prawnik i polityk, członek Partii Liberalnej, minister w rządach Johna Russella i Williama Ewarta Gladstone’a.
Był drugim synem sir Matthew Wooda, 1. baroneta. Wykształcenie odebrał w Winchester College, na Uniwersytecie Genewskim oraz w Trinity College na Uniwersytecie Cambridge. W 1824 r. rozpoczął praktykę adwokacką w korporacji Lincoln’s Inn. W 1830 r. poślubił Charlotte Moor (zm. 1878). W 1845 r. otrzymał tytuł Radcy Królowej. W 1853 r. został wicekanclerzem Lincoln’s Inn. W 1868 r. został sędzią Sądu Apelacyjnego.
W latach 1847–1852 był deputowanym do Izby Gmin z okręgu Oxford. W 1849 r. został wicekanclerzem Księstwa Lancaster. W latach 1851–1852 był Radcą Generalnym Anglii i Walii. W 1868 r. został Lordem Kanclerzem. Otrzymał wówczas tytuł 1. barona Hatherley i zasiadł w Izbie Lordów. Zrezygnował ze stanowiska w 1872 r. z powodu kłopotów ze wzrokiem.
Zmarł w 1881 wraz z jego śmiercią wygasł tytuł parowski.